# Warta Bolesławiecka
Warta Bolesławiecka est une localité polonaise et siège de la gmina qui porte son nom, située dans le powiat de Bolesławiec en voïvodie de Basse-Silésie.